# Dia Mundial da Bicicleta

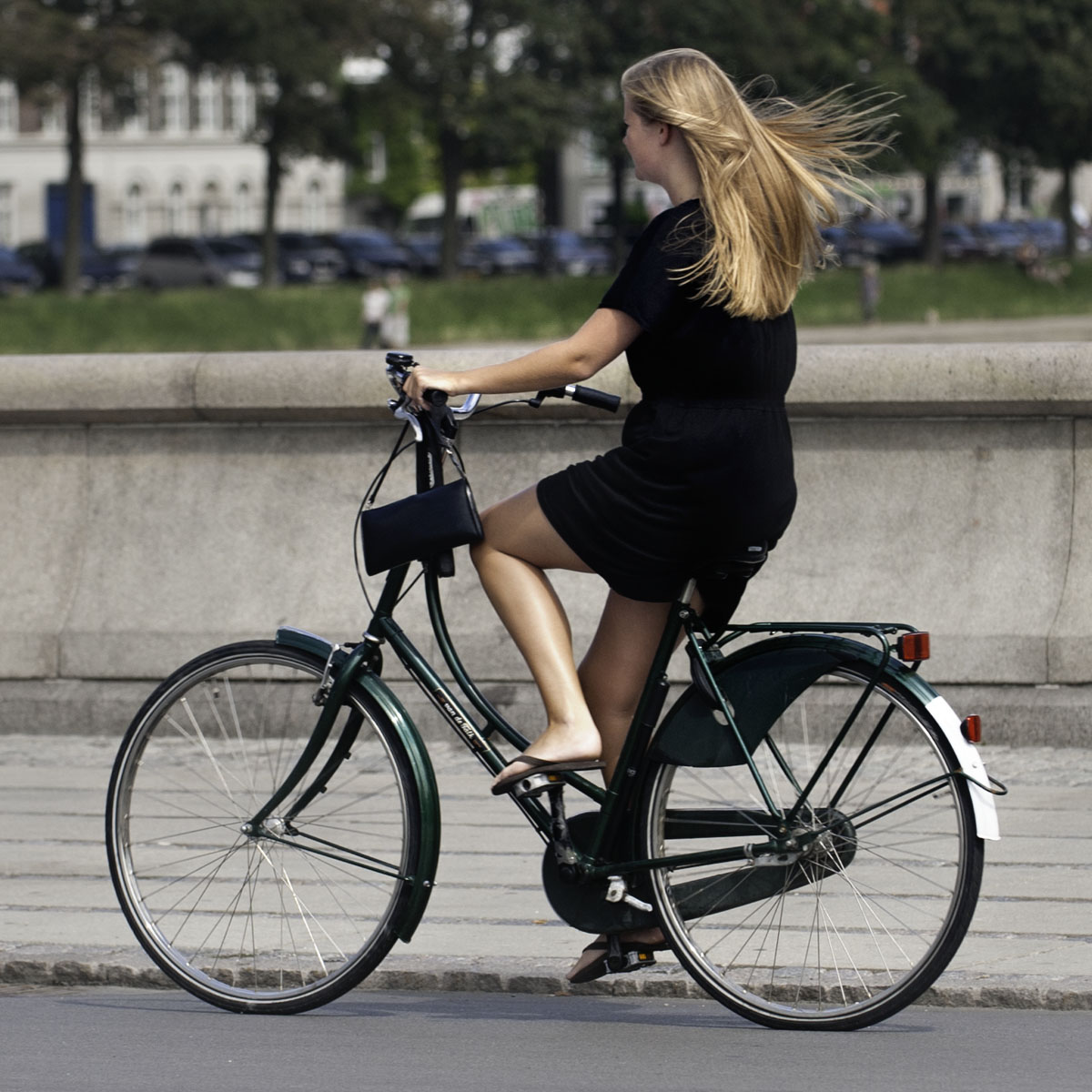
Mulher que anda de bicicleta em Copenhague

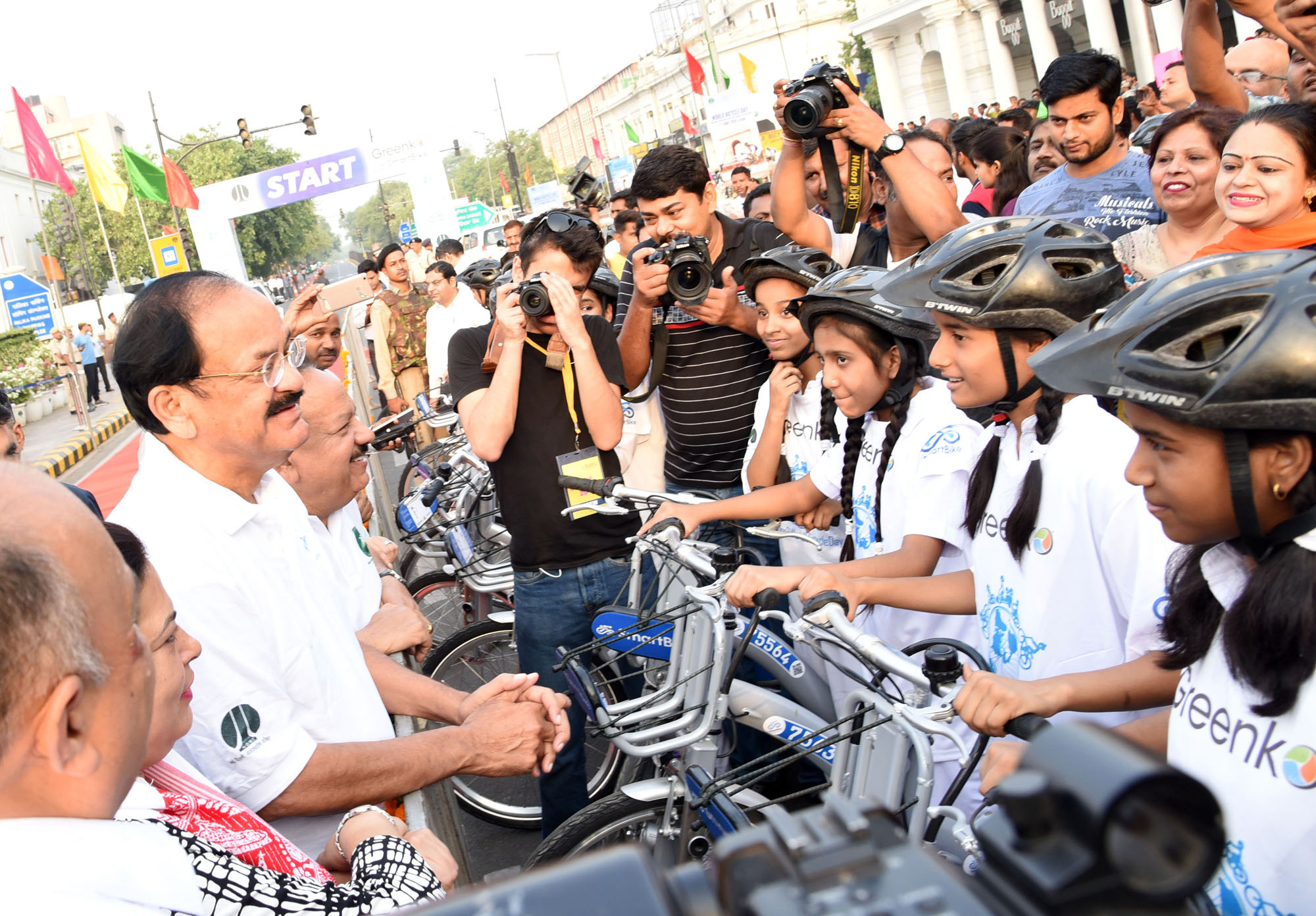
O Vice-Presidente indiano, Shri M. Venkaiah Naidu interagindo com os estudantes participantes do Rally da Bicicleta, por ocasião do Dia Mundial da Bicicleta 2018, em Nova Delhi

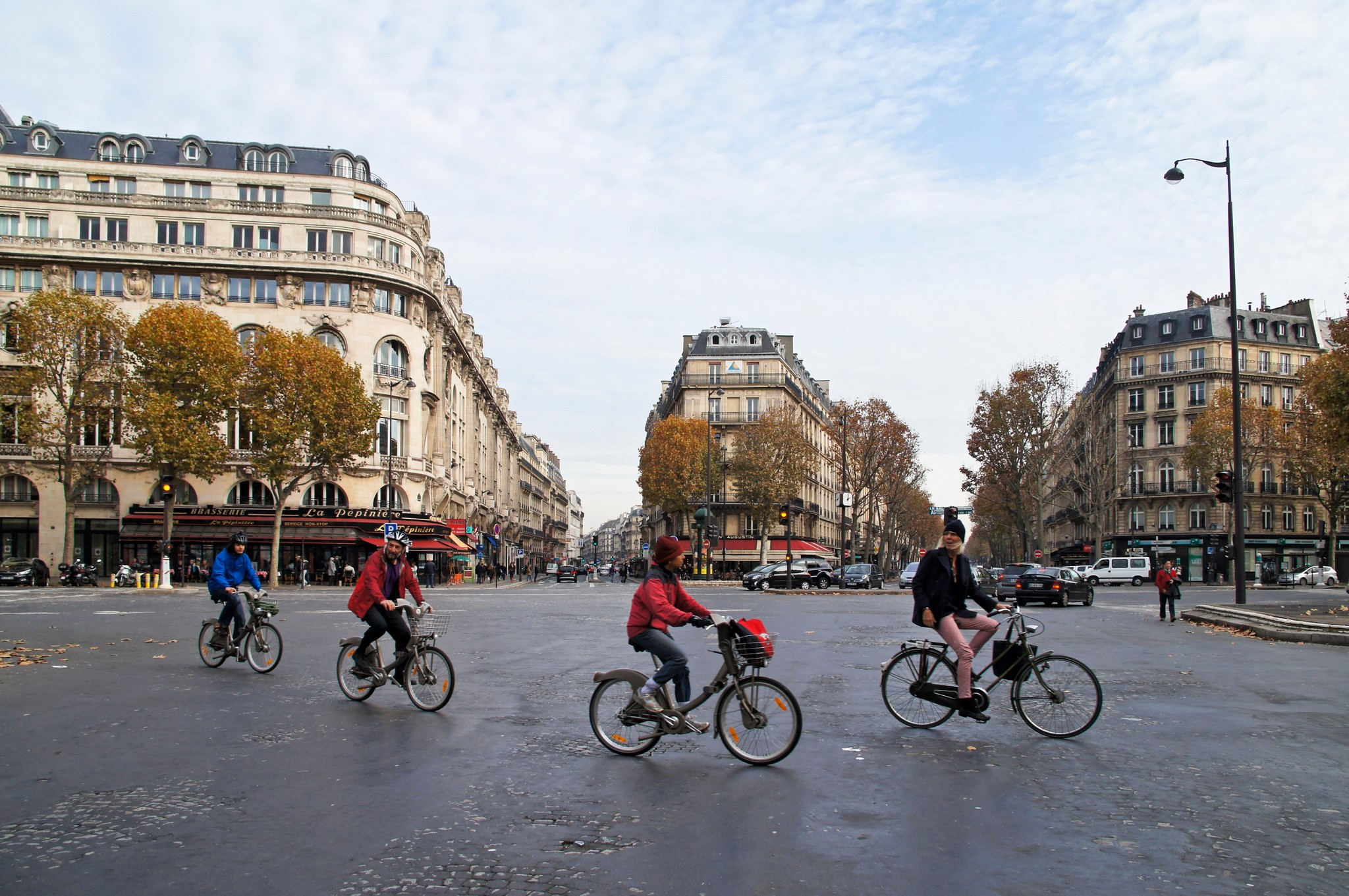
Place Saint-Augustin, Paris, dezembro de 2014

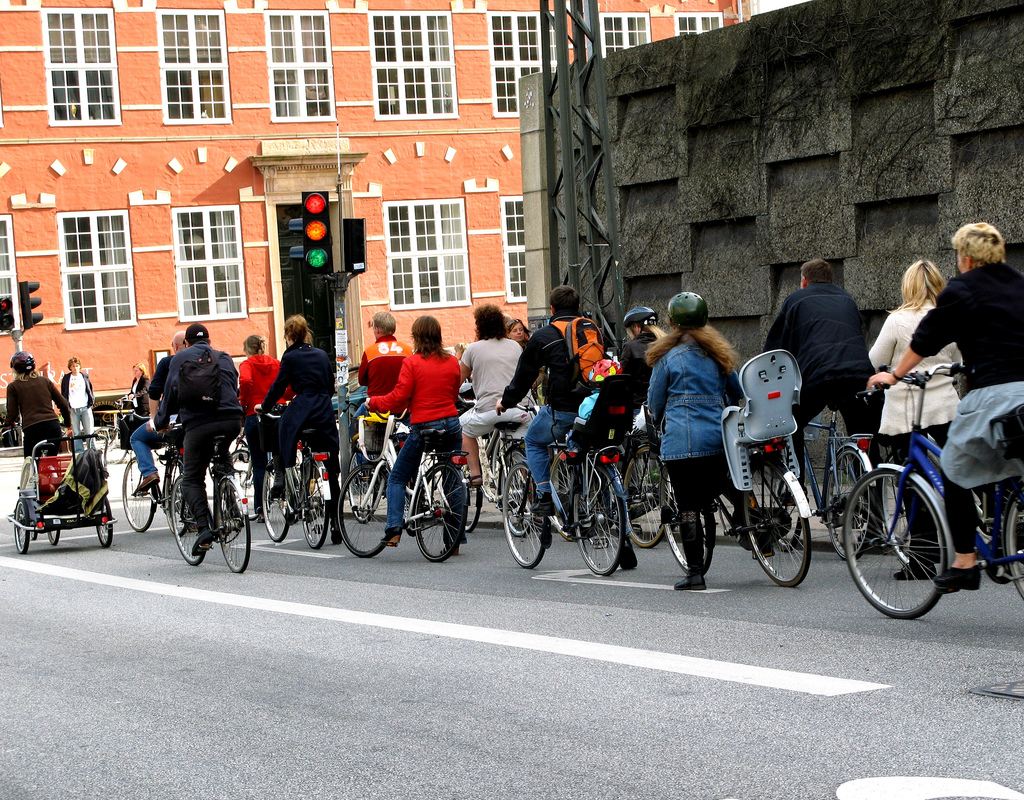
Ciclistas de Copenhague

O Dia Mundial da Bicicleta é no dia 3 de junho. Foi aprovado em 12 de abril de 2018 como um dia oficial de conscientização sobre os vários benefícios sociais de usar a bicicleta para transporte e lazer das Nações Unidas. Após o anúncio, o Secretário Geral da Federação Europeia de Ciclistas, Bernhard Ensink, declarou, "andar de bicicleta é uma fonte de benefícios social, econômico e ambiental – e isso é aproximar as pessoas. WCA (World Cycling Alliance) e a FEC estão extremamente felizes com esta declaração. Esta declaração da ONU é um reconhecimento da contribuição de ciclismo para os Objetivos de Desenvolvimento Sustentável".

## Campanha
Leszek Sibilski liderou uma campanha para promover uma Resolução da ONU para o Dia Mundial da Bicicleta, eventualmente, ganhando o apoio de Turquemenistão e outros 56 países. O logotipo do Dia Mundial da Bicicleta foi projetado por Isaac Feld e a animação complementar foi feita pelo Professor John E. Swanson. Ela retrata ciclistas de vários tipos pedalando ao redor do mundo. No fundo do logotipo está a hashtag #June3WorldBicycleDay (em português, #3DeJunhoDiaMundialDaBicicleta). A mensagem principal é mostrar que a bicicleta pertence e serve a toda a humanidade.

## No Brasil
Com a ascensão do ciclismo no Brasil, as campanhas e eventos para comemorar o dia mundial da bicicleta estão ganhando notoriedade a nível nacional e estão sendo incentivados pelos cicloativistas, portais de conteúdo de ciclismo e alguns níveis dos órgãos públicos.